# Francisco, flor y arcilla
Francisco, flor y arcilla es una película de Argentina dirigida por Carlos Procopiuk sobre el guion de Juan Raúl Rithner que se produjo en 1983 pero nunca fue estrenada comercialmente y que tuvo como protagonista a Osvaldo Terranova.Fue filmada en Súper 8 en El Bolsón, provincia de Río Negro y se la presentó en la Casa de Río Negro el 14 de noviembre de 1983.

## Sinopsis
Es la historia de un alfarero que junta flores en la montaña y de un niño que junto a él descubre un mundo nuevo.

## Reparto
- Osvaldo Terranova
- Diego Guasco
- Ricardo Guerrero
- Juan Matamala
- Sandra Tornero
- Cantalicio López
- Carlos Guerrero
- Angel Colombo
- Dardo Campos
- Orlando Campos

## Comentario
Fue hecha por realizadores patagónicos de reconocida trayectoria en el cortometraje, quienes la dedicaron a Lucas Demare.